# Vela en los Juegos Suramericanos de 2006
Las competencias de Vela en los Juegos Suramericanos de 2006 se disputaron entre el 11 y el 14 de noviembre de 2006 en Buenos Aires, Argentina, en las instalaciones del Yacht Club Argentino. 

## Calendario
| Día   | Fecha                   | Horario de comienzo | Eventos          | Fase            |
| ----- | ----------------------- | ------------------- | ---------------- | --------------- |
| Día 3 | 11 de noviembre de 2006 | 12:00               | Todas las clases | Regatas 1 y 2   |
| Día 4 | 12 de noviembre de 2006 | 12:00               | Todas las clases | Regatas 3 y 4   |
| Día 5 | 13 de noviembre de 2006 | 12:00               | Todas las clases | Regatas 5 y 6   |
| Día 6 | 14 de noviembre de 2006 | 12:00               | Todas las clases | Regatas finales |
| Día 7 | 15 de noviembre de 2006 | 12:00               | Día de reserva   | -               |

## Resultados

### Masculino
| Evento              | Oro                      | Plata                          | Bronce                     |
| ------------------- | ------------------------ | ------------------------------ | -------------------------- |
| Láser internacional | Bruno Silva Brasil 17    | Julio Alsogaray Argentina 17   | Matías del Solar Chile 22  |
| RS:X                | Ricardo Santos Brasil 12 | Mariano Reutemann Argentina 17 | Marcos Galván Argentina 18 |

### Femenino
| Evento       | Oro                                  | Plata                            | Bronce                   |
| ------------ | ------------------------------------ | -------------------------------- | ------------------------ |
| Láser radial | Cecilia Carranza Saroli Argentina 10 | María Paula Salerno Argentina 23 | Arantza Gumucio Chile 31 |

### Mixto
| Evento        | Oro                                                                             | Plata                                               | Bronce                                        |
| ------------- | ------------------------------------------------------------------------------- | --------------------------------------------------- | --------------------------------------------- |
| Snipe abierto | Brasil · Bruno Bethlem de Amorim · Dante Bianchi · 20                           | Argentina Adrián Marcatelli Francisco Bonventura 20 | Uruguay · Pablo Defazio · Eduardo Médici · 20 |
| J-24 abierto  | Argentina Joaquín Doval Santiago Sharpin Roberto Bellinotto Enrique Pittaluga 8 | Uruguay · Diego García Terra · Harold Meerhoff · 16 | No fue otorgada                               |
| 470 abierto   | Argentina Javier Conte Juan De la Fuente 14                                     | Argentina Lucas Calabrese Fernando Gwozdz 19        | No fue otorgada                               |

## Medallero
| Núm.  | País      | Oro | Plata | Bronce | Total |
| ----- | --------- | --- | ----- | ------ | ----- |
| 1     | Argentina | 3   | 5     | 1      | 9     |
| 2     | Brasil    | 3   | 0     | 0      | 3     |
| 3     | Uruguay   | 0   | 1     | 1      | 2     |
| 4     | Chile     | 0   | 0     | 2      | 2     |
| Total | Total     | 6   | 6     | 4      | 16    |

- País anfitrión resaltado.